# 莱托马诺佩洛
莱托马诺佩洛（義大利語：Lettomanoppello），是意大利佩斯卡拉省的一个市镇。总面积15平方公里，人口3048人，人口密度203.2人/平方公里（2009年）。ISTAT代码为068020。